# Njongbjon
Njongbjon (hangul: 녕변군, Njongbjon-kun, handzsa: 寧邊郡, RR: Nyŏngbyŏn-kun, ’biztonságos előörs’) megye Észak-Koreában, Észak-Phjongan (P'yŏngan) tartományban.
1429-ben hozták létre Njongbjon-tedohobu (녕변대도호부; 寧邊大都護府, Nyŏngbyŏn-taedohobu) néven. 1895-ben kapott megyei rangot, 1918-ban azonban visszaminősítették falu (mjon (myŏn)) rangra. 1952-től ismét megye.
Itt található a njongbjon (nyŏngbyŏn)i atomerőmű.

## Földrajza
Keletről Kudzsang (Kujang) megye, északról Unszan (Unsan) megye, nyugatról Thecshon (T'aech'ŏn) és Pakcshon (Pakch'ŏn) megyék, délről pedig Dél-Phjongan (P'yŏngan) tartomány Andzsu (Anju) és Kecshon (Kaech'ŏn) városai határolják.
Legmagasabb pontja a 780 méter magas Hjangdzsokszan (향적산; 香積山, Hyangjŏksan).

## Közigazgatása
1 községből (up (ŭp)), 26 faluból (ri (ri)) és 1 munkásnegyedből (rodongdzsagu (rodongjagu)) áll:
| - Njongbjon-up (녕변읍; 寧邊邑, Nyŏngbyŏn-ŭp) - Pharvon-rodongdzsagu (팔원로동자구; 八院勞動者區, P'arwŏn-rodongjagu) - Koszong-ri (고성리; 古城里, Kosŏng-ri) - Kvanha-ri (관하리; 館下里, Kwanha-ri) - Kuszan-ri (구산리; 龜山里, Kusan-ri) - Kuhang-ri (구항리; 龜項里, Kuhang-ri) - Namdung-ri (남등리; 南燈里, Kaehwa-ri) - Namszan-ri (남산리; 南山里, Namsan-ri) - Tecshon-ri (대천리; 大川里, Taech'ŏn-ri) - Tongnam-ri (동남리; 東南里, Tongnam-ri) - Rjongszong-ri (룡성리; 龍城里, Ryongsŏng-ri) - Rjongcshu-ri (룡추리; 龍湫里, Ryongch'u-ri) - Rjongpho-ri (룡포리; 龍浦里, Ryongp'o-ri) - Rjonghva-ri (룡화리; 龍和里, Ryonghwa-ri) | - Mangil-ri (망일리; 望日里, Mangil-ri) - Mjongdok-ri (명덕리; 明德里, Myŏngdŏk-ri) - Pongszan-ri (봉산리; 鳳山里, Pongsan-ri) - Szoszan-ri (서산리; 西山里, Sŏsan-ri) - Szoü-ri (서위리; 西位里, Sŏwi-ri) - Szohva-ri (서화리; 西花里, Sŏhwa-ri) - Szedzsuk-ri (세죽리; 細竹里, Sejuk-ri) - Szonggang-ri (송강리; 松江里, Songgang-ri) - Szonghva-ri (송화리; 松和里, Songhwa-ri) - Jonhva-ri (연화리; 延花里, Yŏnhwa-ri) - Obong-ri (오봉리; 梧峯里, Obong-ri) - Okcshang-ri (옥창리; 玉倉里, Okch'ang-ri) - Hacsho-ri (하초리; 下草里, Hach'o-ri) - Hvaphjong-ri (화평리; 和坪里, Hwap'yŏng-ri) |

## Gazdaság
Njongbjon (Nyŏngbyŏn) megye gazdasága atomerőművéből kifolyólag villamosenergia-iparra, selyemszövésre, papírgyártásra és élelmiszeriparra épül. Selyemgyártása nemzeti szinten híres, még egy dalt is írtak róla, Njongbjon (Nyŏngbyŏn)i selyemszövő leány címmel.

## Oktatás
Njongbjon (Nyŏngbyŏn) megye egy egyetemnek, egy földművelési főiskolának, 22 általános iskolának és 21 középiskolának ad otthont.

## Egészségügy
A megye kb. 20 egészségügyi intézménnyel rendelkezik, köztük saját kórházzal és szülészettel.

## Közlekedés
A megye közutakon Phenjan (P'yŏngyang) és Kecshon (Kaech'ŏn) felől közelíthető meg. A megye vasúti kapcsolattal rendelkezik, a Pharvon cshongnjon (P'arwŏn ch'ŏngnyŏn) vasútvonal része.